# DJ Whoo Kid
 (juin 2022).
Si vous disposez d'ouvrages ou d'articles de référence ou si vous connaissez des sites web de qualité traitant du thème abordé ici, merci de compléter l'article en donnant les références utiles à sa vérifiabilité et en les liant à la section « Notes et références ».
DJ Whoo Kid, de son vrai nom Yves Mondesire, né le 5 mars 1979 dans le Queens, New York, est un disc jockey et producteur américain, d'origine haïtienne. Il fait régulièrement la couverture des plus importants magazines de hip-hop américain tels que XXL, Tablist Magazine, Mixtape Magazine, etc. Il possède également, en partenariat, une ligne de vêtements du nom de KRSP.

## Biographie
Yves Mondesire est né le 5 mars 1979 dans le quartier du Queens, à New York. Son surnom, Whoo Kid, provient d’un incident comique de son enfance : un jour, alors qu’il sortait de la salle de bain, son père s’exclama « Whoo Kid » à cause de la forte odeur qu’il laissait derrière lui. Ses parents sont d’origine haïtienne, c’est sans doute pourquoi il se fait modestement appeler « The Haitian Barry White »[réf. nécessaire]. Il passe toute son enfance dans le Queens et commence à être DJ à l’âge de 16 ans. Il produit pendant plusieurs années des mixtapes underground jusqu’à ce que 50 Cent et le G-Unit deviennent populaires.
Il est le DJ officiel du G-Unit et produit une quantité importante de mixtapes aussi bien pour le clan G-Unit que pour des artistes d’Aftermath ou encore pour des rappeurs souhaitant réaliser une mixtape avec lui. En effet, Whoo Kid est actuellement l’un des DJs les plus demandés et beaucoup veulent se retrouver sur ses mixtapes. Whoo Kid est aussi l’auteur de la série G-Unit Radio qui compte 25 volumes en 2007. D’autre part, Whoo Kid anime des shows pour les radios Hot 97 et Shade 45 (canal du groupe Sirius Satellite Radio appartenant à Eminem). Il diffuse souvent en exclusivité les nouvelles chansons du G-Unit et il est à la pointe de l’actualité du label puisqu’il reçoit des informations de la part de son cousin qui est le manager de 50 Cent.
Il a également lancé la série POW! Radio dans laquelle on peut retrouver les sons les plus chauds qu’il diffuse lors de ses émissions sur Hot 97.

## Discographie

### Collaborations
- 2000 : Mobb Deep - H.N.I.C. The Mixtape Vol. 1 (Whoo Kid et Prodigy de Mobb Deep)
- 2002 : 50 Cent - 50 Cent Is the Future
- 2002 : 50 Cent - No Mercy, No Fear
- 2002 : 50 Cent - God's Plan
- 2002 : 50 Cent - Automatic Gunfire
- 2003 : G-Unit - Smokin' Day 2 (G-Unit Radio Part 1)
- 2003 : G-Unit - International Ballers (G-Unit Radio Part 2)
- 2003 : G-Unit - Takin' It to the Streets (G-Unit Radio Part 3)
- 2003 : G-Unit - No Peace Talks! (G-Unit Radio Part 4)
- 2003 : 50 Cent - BulletProof
- 2003 : Lloyd Banks - Money in the Bank Part 1
- 2003 : Lloyd Banks - Mo Money in the Bank Part 2
- 2004 : Lloyd Banks - Mo Money in the Bank Part 3 - Ca$hing In
- 2004 : Young Buck - Welcome to the Hood
- 2004 : G-Unit - All Eyez on Us (G-Unit Radio Part 5)
- 2004 : G-Unit - Motion Picture Shit (G-Unit Radio Part 6)
- 2004 : G-Unit - King of New York (G-Unit Radio Part 7)
- 2004 : G-Unit - The Fifth Element (G-Unit Radio Part 8)
- 2004 : G-Unit - G-Unit City (G-Unit Radio Part 9)
- 2004 : Mobb Deep - The New Mobb Deep (hosté par DJ Whoo Kid et The Alchemist)
- 2005 : Tego Calderón - GuasaGuasa
- 2005 : G-Unit - 2050 Before the Massacre (G-Unit Radio Part 10)
- 2005 : G-Unit - Raw-n-Uncut (G-Unit Radio Part 11)
- 2005 : G-Unit - So Seductive (G-Unit Radio Part 12)
- 2005 : G-Unit - The Return of the Mixtape Millionaire (G-Unit Radio Part 13)
- 2005 : G-Unit - Back to Business (G-Unit Radio Part 14)
- 2005 : G-Unit - Are You a Window Shopper? (G-Unit Radio Part 15)
- 2006 : Young Buck - Chronic 2006
- 2006 : Jae Millz - Harlem Nights
- 2006 : Lloyd Banks - Mo Money in the Bank Part 4 - Gang Green Season
- 2006 : Lloyd Banks - Mo Money in the Bank Part 5 - The Final Chapter
- 2006 : Spider Loc - Bangadoshish (L.A. Kings)
- 2006 : Spider Loc - G-Unit Radio Part. 18 (Rags 2 Riches)
- 2006 : G-Unit - Crucified 4 da Hood (G-Unit Radio Part 16)
- 2006 : G-Unit - Best in the Bizness (G-Unit Radio Part 17)
- 2006 : G-Unit - Rags to Riches (G-Unit Radio Part 18)
- 2006 : G-Unit - Rep Yo Click (G-Unit Radio Part 19)
- 2006 : G-Unit - Best in the Bizness 2 (G-Unit Radio Part 20)
- 2006 : G-Unit - Hate It or Love It (G-Unit Radio Part 21)
- 2006 : G-Unit - Hip Hop Is Dead - Verse 2 (G-Unit Radio Part 22)
- 2007 : Youssoupha - Bomaye Music (Mixtape spéciale avant l'album)
- 2007 : 50 Cent - Curtis (mixtape)
- 2007 : 50 Cent - Curtis Continues
- 2007 : 50 Cent - After Curtis 2007 (G-Unit Radio Special)
- 2007 : 50 Cent - Bulletproof The Mixtape
- 2007 : Young Buck - G-Unit Radio Pt.24 the Clean Up Man
- 2007 : Young Buck - Product of the South
- 2007 : Young Buck - Best of G-Unit Radio (Young Buck Edition)
- 2007 : G-Unit - Finally off Papers (G-Unit Radio Part 23)
- 2007 : G-Unit - The Clean Up Man (G-Unit Radio Part 24)
- 2007 : G-Unit - Sabrinas Baby Boy (G-Unit Radio Part 25)
- 2007 : Mazaradi FOX - Fresh Out da Body Shop (avec DJ Whoo Kid, 50 Cent et Mazaradi FOX)
- 2008 : Spider Loc - Connected 3
- 2008 : Spider Loc - Connected 4
- 2008 : 40 Glocc - Outspoken 3 (hosté par DJ Strong et 50 Cent)
- 2008 : 40 Glocc - I Am Legend
- 2008 : Tony Yayo - S.O.D
- 2008 : Tony Yayo - Black Friday
- 2008 : Tony Yayo - Bloody Xmas
- 2008 : Max B - Public Domain 3
- 2008 : Crooked I - Da Block Obama
- 2008 : B.G. - Champion
- 2008 : Doesya - King Doesya
- 2008 : NOE - NOE Torious Kid
- 2008 : Lloyd Banks - 5 and Better Series Volume 1 - Return of the PLK
- 2008 : Lloyd Banks - 5 and Better Series Volume 2 - Halloween Havoc
- 2009 : Lloyd Banks - 5 and Better Series Volume 3 - The Cold Corner
- 2009 : Lloyd Banks - 5 and Better Series Volume 4 - Reborn
- 2009 : Lloyd Banks - 5 and Better Series Volume 5 - V5
- 2009 : 50 Cent - War Angel LP
- 2009 : 50 Cent - Forever King
- 2009 : Raekwon - Coke Up in Da Dollar Bill (avec DJ Scream)
- 2009 : Tony Yayo - Swine Flu
- 2009 : Tony Yayo - Swine Flu 2
- 2009 : Tony Yayo - Public Enemies
- 2009 : Spider Loc - Connected 5
- 2009 : Spider Loc - Reptible
- 2009 : Spider Loc - Connected 6
- 2009 : 40 Glocc - Mo'Fro Presents...
- 2009 : Maino : Unstoppable
- 2009 : Juvenile - Undefeated (avec DJ Scream)
- 2009 : Kidd Kidd - New Kid On Da Block (avec DJ Scream)
- 2009 : Max B - Coke Wave
- 2010 : DJ Paul - Too Kill Again (avec DJ Scream)
- 2010 : Tony Yayo - Gun Powder Guru 2 (The Remixes) (avec DJ Scream)
- 2010 : Tinie Tempah - Micro Mixtape
- 2010 : Jae Millz - Dead Presidents
- 2010 : Jay Star - Rise of a Star (hosté par DJ Whoo Kid)
- 2010 : Tech N9ne - Bad Season (avec DJ Scream)
- 2010 : Tinie Tempah - Micro Mixtape
- 2010 : Jay Rock - Hood Tales to the Cover of XXL (avec DJ Scream)
- 2011 : Tinie Tempah - Foreign Object (avec Russell Brand)
- 2011 : Skepta - Community Payback
- 2011 : Giggs - Take Your Hats Off
- 2011 : Wiley - Creating A Buzz Volume 1 (avec Ashley Cole)
- 2011 : Ghetts - Momentum
- 2011 : Tinie Tempah - Foreign Object
- 2012 : MGK - EST 4 Life
- 2013 : Young Buck - Best Young Rapper (OG Kidd)